# Cardanol
Le cardanol est un lipide phénolique obtenu à partir de l'acide anacardique, le principal composant du baume de cajou, entourant la noix de cajou, fruit de l'anacardier. Le cardanol est utilisé dans l'industrie chimique dans les résines, les revêtements, les matériaux de friction et les tensioactifs utilisés comme dispersants de pigments pour les encres à base d'eau. Il est utilisé pour fabriquer des phénalcamines (de), qui sont utilisées comme durcisseurs pour les revêtements époxyde durables utilisés sur les sols en béton. Le nom de la substance est dérivé par contraction du genre Anacardium, qui comprend l'anacardier, Anacardium occidentale. Le nom du genre lui-même est basé sur le mot grec pour cœur.
Les particules de friction sont fabriquées en polymérisant la chaîne latérale insaturée du cardanol, suivie d'une polymérisation croisée avec du formaldéhyde pour donner une résine cardanol-formaldéhyde par un procédé analogue à la formation de résines phénol-formaldéhyde telles que la bakélite. Les résines cardanol-phénol ont été développées dans les années 1920 par Mortimer T. Harvey, alors étudiant à l'université Columbia. Ces résines ont été utilisées dans les freins de véhicules après avoir découvert qu'elles avaient un coefficient de friction moins sensible aux changements de température que les résines phénol-formaldéhyde.
Malgré toutes ces utilisations, seule une fraction du cardanol issu de la transformation de la noix de cajou est utilisée dans le domaine industriel. Par conséquent, il existe toujours un intérêt pour le développement de nouvelles applications, telles que de nouveaux polymères.
Le nom cardanol est utilisé pour les dérivés décarboxylés obtenus par décomposition thermique de l'un quelconque des acides anacardiques naturels. Cela comprend plus d'un composé car la composition de la chaîne latérale varie selon son degré d'insaturation. Le cardanol tri-insaturé est le composant principal (41 %). Le cardanol restant est à 34 % mono-insaturé, 22 % bi-insaturé et 2 % saturé.
En termes de propriétés physiques, le cardanol est comparable au nonylphénol. Le cardanol est hydrophobe et reste souple et liquide à très basse température.